# Distathma minuta
Distathma minuta là một loài tò vò trong họ Ichneumonidae.